# 여배우는 오늘도
"여배우는 오늘도"는 2017년에 개봉한 대한민국의 영화이다.
문소리는 중앙대학교 첨단영상대학원에서 영화연출을 전공하면서 세편의 단편 "여배우" "여배우는 오늘도" "최고의 감독"을 만들었다. 그 세편이 하나로 묶여 "여배우는 오늘도"로 탄생했다.

## 캐스팅
1막
- 문소리 : 문소리 역
- 강숙 : 소리친구 1 역
- 김경선 : 소리친구 2 역
- 원동연 : 대표님 역
- 김래원 : 대표님 후배 1 역
- 이정익 : 대표님 후배 2 역
- 윤영균 : 매니저 역

2막
- 문소리 : 문소리 역
- 성병숙 : 소리 엄마 역
- 윤초희 : 연두 역
- 오민애 : PB팀장 역
- 이정은 : 간호팀장 역
- 성정선 : 시어머니 역
- 심혜규 : 간병인 역
- 이정현 : 이정현 역
- 보현 : 샵직원 1 역
- 예산 : 샵직원 2 역
- 이승훈 : 치과원장 역
- 공상아 : 사무장 역
- 박인희 : 간호원 1 역
- 심려진 : 간호원 2 역
- 최유정 : 여종업원 역
- 김숙인 : 오 피디 역
- 김인수 : 김 감독 역
- 장준환 : 소리남편 역
- 윤영균 : 매니저 역
- 이지안 : 리포터 (목소리) 역

3막
- 문소리 : 문소리 역
- 윤영균 : 매니저 역
- 윤상화 : 박정락 역
- 전여빈 : 이서영 역
- 이승연 : 감독 아내 역
- 서효승 : 감독 아들 역
- 나경찬 : 감독 (영정사진) 역
- 박선하 : 장례식도우미 역